# Parahercostomus orientalis
Parahercostomus orientalis är en tvåvingeart som beskrevs av Yang, Saigusa och Kazuhiro Masunaga 2001. Parahercostomus orientalis ingår i släktet Parahercostomus och familjen styltflugor.
Artens utbredningsområde är Yunnan (Kina). Inga underarter finns listade i Catalogue of Life.